# Christopher Dahl
Christopher Dahl   (Oslo, 8 de desembre de 1898 - 26 de desembre de 1966) va ser un regatista noruec que va competir a començaments del segle xx.
El 1924 va prendre part en els Jocs Olímpics de París, on va guanyar la medalla d'or en la regata de 6 metres del programa de vela, a bord de l'Elisabeth V, junt a Eugen Lunde i Anders Lundgren.